# (2084) Okayama
(2084) Okayama ist ein Asteroid des Hauptgürtels, der am 7. Februar 1935 vom belgischen Astronomen Sylvain Julien Victor Arend in Ukkel entdeckt wurde.
Der Asteroid trägt den Namen der japanischen Präfektur Okayama.